# A Little Bit Longer
A Little Bit Longer er det tredje album fra det amerikanske pop rock band Jonas Brothers, og deres andet album udgivet med Hollywood Records som pladeselskab. Det blev udgivet 12. august 2008. Albummet modtog generelt fabelagtige anmeldelser og fire stjerne fra Rolling Stone, Allmusic og Blender. Den første single fra albummet ”Burnin’ Up”, blev udgivet 20. juni 2008. En af sangene fra albummet, ”Video Girl” var nummer 49 på Rolling Stones liste over de 100 bedste sange i 2008.

## Albuminformationer
Titlen på albummet, ”A Little Bit Longer”, kommer fra deres sang af samme navn, som Nick Jonas skrev om hans oplevelse med at have type 1 diabetes. Albumkunsten blev udgivet af Team Jonas, Jonas Brothers’ officielle fan klub, til medlemmerne af fanklubben via et e-mail nyhedsbrev 20. juni 2008.
Ligesom deres forrige album, indeholder dette også CDVU+ teknologi, som indeholder mere end 30 sider med bonus materiale med eksklusive videooptrædener, 60 printbare billeder, komplet album tekster, grafik, som kan downloades og skjulte links. Herudover er pakningen lavet af 100% genbrugte materialer.
Den 5. august 2008, kom A Little Bit Longer på MTVs The Leak hvor man kunne høre albummet inden det blev udgivet. Brødrene spillede deres anden single, ”Lovebug” ved MTV Video Music Awards 2008.

## Sange
1. BB Good
  - Skrevet af Jonas Brothers, John Taylor
2. Burnin’ Up
  - Skrevet af Jonas Brothers, med Big Rob som rapper
3. Shelf
  - Skrevet af Jonas Brothers
4. One Man Show
  - Skrevet af Jonas Brothers
5. Lovebug
  - Skrevet af Jonas Brothers
6. Tonight
  - Skrevet af Jonas Brothers, Greg Garbowsky
7. Can’t Have You
  - Skrevet af Nick Jonas, PJ Bianco
8. Video Girl
  - Skrevet af Jonas Brothers
9. Pushin’ Me Away
  - Skrevet af Jonas Brothers
10. Sorry
  - Skrevet af Jonas Brothers, John Fields
11. Got Me Going Crazy
  - Skrevet af Nick Jonas
12. A Little Bit Longer
  - Skrevet af Nick Jonas

### Bonus Sange
Target Exclusive
1. (13) Hello Goodbye
  - Beatles cover

Wal-Mart Exclusive
1. (13) Live To Party

Best Buy Exclusive
1. (13) Out of This World

iTunes Deluxe Edition
1. (13) Lovebug musikvideo
2. (14) Making of Lovebug

### Japansk Udgave

#### Kun CD
1. BB Good
  - Skrevet af Jonas Brothers, John Taylor
2. Burnin’ Up
  - Skrevet af Jonas Brothers, med Big Rob som rapper
3. Shelf
  - Skrevet af Jonas Brothers
4. One Man Show
  - Skrevet af Jonas Brothers
5. Lovebug
  - Skrevet af Jonas Brothers
6. Tonight
  - Skrevet af Jonas Brothers, Greg Garbowsky
7. Can’t Have You
  - Skrevet af Nick Jonas, PJ Bianco
8. Video Girl
  - Skrevet af Jonas Brothers
9. Pushin’ Me Away
  - Skrevet af Jonas Brothers
10. Sorry
  - Skrevet af Jonas Brothers, John Fields
11. Got Me Going Crazy
  - Skrevet af Nick Jonas
12. A Little Bit Longer
  - Skrevet af Nick Jonas
13. Hello Goodbye
  - Skrevet af John Lennon, Paul McCartney
14. Live To Pary
  - Skrevet af Jonas Brothers
15. Infatuation
  - Skrevet af Jonas Brothers

#### CD+DVD
1. "When You Look Me in the Eyes"
2. "BB Good"
3. "Burnin' Up"
4. "Shelf"
5. "One Man Show"
6. "Lovebug"
7. "Tonight"
8. "Can't Have You"
9. "Video Girl"
10. "Pushin' Me Away"
11. "Sorry"
12. "Got Me Going Crazy"
13. "A Little Bit Longer"
14. "Hello Goodbye"
15. "Infatuation"
16. "Burnin' Up" (Live)
17. "Shelf" (Live)
18. "Pushin' Me Away" (Live)
19. "A Little Bit Longer" (Live)

DVD
1. "When You Look Me in the Eyes" (MV)
2. "Burnin' Up" (MV)
3. "Burnin' Up" ("Making of the Video")
4. "Lovebug" (MV)
5. "Lovebug" ("Making of the Video")
6. JB Special Message
7. A Little Bit Longer: Album piece
8. A Little Bit Longer: Clear Channel Stripped Optræden
9. Band In a Bus Trailer
10. YouTube videoer:

- DJ Danger
- Nick J Show
- Taichi
- Gibson Surprise Visit
- Look Me in the Eyes Tour Makes History
- Meet the Queen

## Eksklusive DVD'er
Target Eksklusiv DVD
Target udgaven af A Little Bit Longer inkluderer en DVD med følgende:
- "JB Rules"
- Live videos from the Disney Channel Games 2008:
  - "S.O.S."
  - "Burnin' Up"
  - "This Is Me" (med Demi Lovato)

Jonas Brothers officielle site pre-order bonus DVD
Fans, som forudbestilte A Little Bit Longer online modtog en DVD med følgende: 
- Jonas Brothers' speciel besked
- A Little Bit Longer album piece
- "A Little Bit Longer" (akustik live optræden)
- "Lovebug" (akustisk optræden)
- Band in a Bus trailer
- Jonas Brothers YouTube videoer

Canada Delux Udgave
Den canadiske Delux udgave af A Little Bit Longer inkluderer er DVD med følgende: 
- Live @ Much: Jonas Brothers- En MuchMusic Special Præsentation
- A Little Bit Longer Album Piece
- Band in a Bus Trailer
- Jonas Brothers YouTube videoer;
  - DJ Danger
  - Nick J Show – Anger
  - Tai Chi
  - Nick J Show – Revenge
  - Gibson Surprise Visit
  - Look Me in the Eyes Makes History
  - Meet the Queen
- Music videos
  - "Burnin' Up"
  - "Lovebug"

## Singler
”Burnin’ Up””Burnin’ Up” er albummets første single og blev officielt udgivet via radio stationer d. 20. juni, 2008. Den samme dag havde musikvideoen til sangen premiere på Disney Channel, efter premieren på filmen Camp Rock .
”Lovebug”Den anden officielle single ”Lovebug” blev udgivet ved MTV Video Music Awards 20008,  hvor de optrådte med sangen. Den blev officielt udgivet 30. september 2008. Den officielle musikvideo havde premiere på Disney Channel 19. oktober, 2008.
”Tonight”Den tredje officielle single ”Tonight” blev bekræftet af Jonas Brothers ved American Music Awards. Den blev officielt udgivet 4. januar 2009. Musikvideoen havde premiere 19. januar 2009.

## Medvirkende
- Nick Jonas – Vokal, guitar, klaver, trommer
- Joe Jonas – Vokal, perkussion, guitar, klaver
- Kevin Jonas – Guitar, kor, mandolin
- John Taylor – Guitar
- Greg Garbowsky – Bas
- Jack Lawless – Trommer
- Ryan Liestman – Keyboard

## Udgivelses Historie
| Land                   | Dato                |
| ---------------------- | ------------------- |
| USA                    | 12. august, 2008    |
| Canada                 | 12. august, 2008    |
| Brasilien              | 12. august, 2008    |
| Argentina              | 21. august, 2008    |
| Colombia               | 21. august, 2008    |
| Hong Kong              | 26. august, 2008    |
| England                | 29. september, 2008 |
| Europa                 | 3. oktober, 2008    |
| Filippinerne           | 6. oktober, 2008    |
| Australien             | 11. oktober, 2008   |
| New Zealand            | 13. oktober, 2008   |
| Syd Afrika             | 14. november, 2008  |
| Taiwan                 | 14. november, 2008  |
| Canada (Deluxe Udgave) | 9. december, 2008   |
| Japan                  | 14. januar, 2009    |

## Hitlister
| Hitliste (2008)                     | Højeste placerings position | Salg      | Plade  |
| ----------------------------------- | --------------------------- | --------- | ------ |
| Australsk Album Hitliste            | 13                          |           |        |
| Østrigsk Album Hitliste             | 27                          |           |        |
| Belgisk (Flandern) Album Hitliste   | 75                          |           |        |
| Belgisk (Vallonien) Albums Hitliste | 58                          |           |        |
| Dansk Album Hitliste                | 38                          |           |        |
| Hollandsk Album Hitliste            | 40                          |           |        |
| Fransk Album Hitliste               | 14                          |           |        |
| Tysk Album Hitliste                 | 23                          |           |        |
| Irsk Album Hitliste                 | 15                          | 7.500+    | Guld   |
| Italiensk Album Hitliste            | 2                           | 80.000+   | Platin |
| Oricon Albums Hitliste(Japan)       | 35                          |           |        |
| Mexicansk Album Hitliste            | 1                           | 100.000   | Platin |
| New Zealandsk Album Hitliste        | 11                          | 7.500     | Guld   |
| Norsk Album Hitliste                | 27                          |           |        |
| Polsk Album Hitliste                | 6                           |           |        |
| Portugisisk Album Hitliste          | 27                          |           |        |
| Spansk Album Hitliste               | 3                           | 40.000    | Guld   |
| Svensk Album Hitliste               | 54                          |           |        |
| Schweizisk Album Hitliste           | 55                          |           |        |
| Engelsk Album Hitliste              | 19                          | 70.000+   | Sølv   |
| USA Billboard 200                   | 1                           | 1.520.000 | Platin |